# Symposium on Combinatorial Pattern Matching
Pour les articles homonymes, voir CPM.
La conférence Symposium on Combinatorial Pattern Matching  (abrégée en CPM) est une conférence scientifique dans le domaine de l’informatique théorique, consacrée aux algorithmes de recherche de motifs dans les données et aux applications qui s'y rapportent. Elle a lieu chaque année dans des villes variables.

## Thèmes
Les thèmes des conférences recouvrent la recherche de motifs dans les textes et les données et les applications qui s'y rapportent. Elle s'intéresse aux problèmes liés à la recherche des chaînes dans les textes et de motifs dans des modèles plus élaborés comme les arbres, les expressions régulières, les graphes, les ensembles de points et les tableaux. L'objectif est de décrire des propriétés combinatoires de telles structures et d'exploiter ces propriétés afin d'obtenir des performances meilleures  pour les problèmes de calcul correspondants. Les conférences traitent également de problèmes de bio-informatique et de biologie informatique, de codage et de compression de données, de combinatoire des mots, d'exploration de données, recherche d'information, traitement automatique du langage naturel, de découverte de motifs, d'algorithmique du texte, de traitement de séquences dans les bases de données, de calcul symbolique et de la recherche plein texte.

## Organisation
Les articles proposés sont sélectionnés par les pairs, et les présentations retenues sont publiées dans les actes. En 2016, un total de  29 communications ont été retenues parmi les 52 soumissions, ce qui correspond à un taux d'acceptation de 56 %. Chaque article a été examiné par au moins trois experts. 
Comme d'usage, des conférenciers invités délivrent des conférences plénières. 
Les organisateurs choisissent des dates et lieux qui permettent d'assister à plusieurs conférences. Ainsi, CPM 2017 de Varsovie est suivi d'un workshop Stringmasters ; le colloque FIT polonais d'informatique théorique a lieu aux mêmes dates, et ICALP 2017 a lieu la semaine suivante, toujours à Varsovie. 
Un steering committee veille au choix des lieux et à la constance de la série de conférences.

## Actes
Les actes du colloque sont publiés, depuis 2016, par le Leibniz-Zentrum für Informatik dans la collection Leibniz International Proceedings in Informatics (LIPcs)
. Auparavant, et depuis la troisième conférence, elles étaient publiées par Springer dans la collection Lecture Notes in Computer Science. 
Des articles sélectionnés des colloques précédents sont parus dans des numéros spéciaux ou des sections réservées en revue, notamment dans Theoretical Computer Science, Journal of Discrete Algorithms, Discrete Applied Mathematics, Information and Computation, Discrete Algorithms, Algorithmica. 

## Historique
- CPM 2017: Varsovie, Pologne
- CPM 2016: Tel Aviv, Israël
- CPM 2015: Ischia, Italie
- CPM 2014: Moscou, Russie
- CPM 2013: Bad Herrenalb, Allemagne
- CPM 2012: Helsinki, Finlande
- CPM 2011: Palerme, Italie
- CPM 2010: New York, NY, USA
- CPM 2009: Lille, France
- CPM 2008: Pise, Italie
- CPM 2007: London, Ontario, Canada
- CPM 2006: Barcelone, Espagne
- CPM 2005: Île de Jeju-do, Corée
- CPM 2004: Istanbul, Turquie
- CPM 2003: Morelia Michoacán Mexique
- CPM 2002: Fukuoka, Japon
- CPM 2001: Jérusalem, Israël
- CPM 2000: Montréal, Canada
- CPM 1999: Warwick, UK
- CPM 1998: Piscataway, New Jersey, USA
- CPM 1997: Aarhus, Danemark
- CPM 1996: Laguna Beach, Californie, USA
- CPM 1995: Espoo/Helsinki, Finlande
- CPM 1994: Asilomar, Californie, USA
- CPM 1993: Padoue, Italie
- CPM 1992: Tucson, Arizona, USA
- CPM 1991: London, UK
- CPM 1990: Paris, France

Un site d'archives maintient la liste des exposés de la plupart des conférences anciennes, et les textes des communications.